# Telipogon morii
Telipogon morii är en orkidéart som först beskrevs av Robert Louis Dressler, och fick sitt nu gällande namn av Norris Hagan Williams och Robert Louis Dressler. Telipogon morii ingår i släktet Telipogon och familjen orkidéer.
Artens utbredningsområde är Panamá. Inga underarter finns listade i Catalogue of Life.